# NACRA Championship 2014
NACRA Championship 2014 – turniej z cyklu NACRA Championship, międzynarodowe zawody rugby union organizowane przez NACRA dla rozwijających się zespołów ze strefy NACRA, które odbywają się w dniach 10 maja–1 września 2014 roku.
W zawodach triumfowała reprezentacja Gujany w finale pokonując po dogrywce zespół USA South.

## Informacje ogólne
Rozgrywki zostały przeprowadzone według całkowicie nowego systemu. Czternaście uczestniczących zespołów zostało podzielonych według rankingu na dwie hierarchicznie ułożone dywizje, a każda z nich została podzielona geograficznie na dwie grupy. Sześć najwyżej rozstawionych drużyn rywalizuje w ramach Championship League w dwóch trzyzespołowych grup systemem kołowym – zwycięzcy grup awansowali do finału rozgrywek, zespoły z trzecich miejsc trafiły do barażu o utrzymanie na tym poziomie rozgrywek. Niżej rozstawione reprezentacje rywalizowały w Cup League, również systemem kołowym, w ramach dwóch czterozespołowych grup, a ich zwycięzcy awansowali do barażu o awans do wyższego poziomu rozgrywek. Gospodarzami spotkań barażowych byli zwycięzcy Cup, natomiast finał Championship odbył się na boisku wyżej rozstawionego zespołu.

## Championship League

### Grupa północna
| 10 maja 2014 | USA South | 33 - 6 | Bermudy | Life University, Marietta |
| 10 maja 2014 | Relacja   |        |         | Life University, Marietta |

| 07 czerwca 2014 | Bermudy | 3 - 24 | Kajmany | National Sports Center, Hamilton |
| 07 czerwca 2014 | Relacja |        |         | National Sports Center, Hamilton |

| 14 czerwca 2014 | Kajmany | 30 - 34 | USA South | Truman Bodden Stadium, George Town |
| 14 czerwca 2014 | Relacja |         |           | Truman Bodden Stadium, George Town |

### Grupa południowa
| 17 maja 2014 | Barbados | 19 - 48 | Gujana | Garrison Savannah, Bridgetown |
| 17 maja 2014 | Relacja  |         |        | Garrison Savannah, Bridgetown |

| 24 maja 2014 | Trynidad i Tobago | 34 - 5 | Barbados | Port-of-Spain |
| 24 maja 2014 | Relacja           |        |          | Port-of-Spain |

| 07 czerwca 2014 | Gujana | 15 - 8 | Trynidad i Tobago | Providence Stadium, Providence |
| 07 czerwca 2014 |        |        |                   | Providence Stadium, Providence |

### Finał
| 28 czerwca 2014 | USA South | 27 - 30 | Gujana | Life University, Marietta |
| 28 czerwca 2014 |           |         |        | Life University, Marietta |

## Cup League

### Grupa północna
| 17 maja 2014 | Bahamy  | 18 - 33 | Meksyk | Winton Rugby Center, Nassau |
| 17 maja 2014 | Relacja |         |        | Winton Rugby Center, Nassau |

| 17 maja 2014 | Jamajka | 10 - 6 | Turks i Caicos | Kingston |
| 17 maja 2014 | Relacja |        |                | Kingston |

| 31 maja 2014 | Turks i Caicos | 11 - 13 | Bahamy | Meridian Field, Providenciales |
| 31 maja 2014 | Relacja        |         |        | Meridian Field, Providenciales |

| 07 czerwca 2014 | Jamajka | 8 - 34 | Meksyk | Kingston |
| 07 czerwca 2014 | Relacja |        |        | Kingston |

| 28 czerwca 2014 | Bahamy | 10 - 17 | Jamajka | Winton Rugby Center, Nassau |
| 28 czerwca 2014 |        |         |         | Winton Rugby Center, Nassau |

| 28 czerwca 2014 | Meksyk | 97 - 0 | Turks i Caicos | Meksyk |
| 28 czerwca 2014 |        |        |                | Meksyk |

### Grupa południowa
| 10 maja 2014 | Curaçao | 56 - 7 | Saint Lucia | Blue Bay Curacao Golf and Beach Resort, Sint Michiel |
| 10 maja 2014 | Relacja |        |             | Blue Bay Curacao Golf and Beach Resort, Sint Michiel |

| 17 maja 2014 | Brytyjskie Wyspy Dziewicze | 22 - 24 | Saint Vincent i Grenadyny | A.O. Shirley Recreation Ground, Road Town |
| 17 maja 2014 | Relacja                    |         |                           | A.O. Shirley Recreation Ground, Road Town |

| 07 czerwca 2014 | Saint Vincent i Grenadyny | 12 - 19 | Curaçao | Arnos Vale Stadium, Kingstown |
| 07 czerwca 2014 | Relacja                   |         |         | Arnos Vale Stadium, Kingstown |

| 07 czerwca 2014 | Brytyjskie Wyspy Dziewicze | 18 - 29 | Saint Lucia | A.O. Shirley Recreation Ground, Road Town |
| 07 czerwca 2014 | Relacja                    |         |             | A.O. Shirley Recreation Ground, Road Town |

| 21 czerwca 2014 | Curaçao | 42 - 12 | Brytyjskie Wyspy Dziewicze | Blue Bay Curacao Golf and Beach Resort, Sint Michiel |
| 21 czerwca 2014 | Relacja |         |                            | Blue Bay Curacao Golf and Beach Resort, Sint Michiel |

| 21 czerwca 2014 | Saint Lucia | 26 - 22 | Saint Vincent i Grenadyny | Mindoo Phillip Park, Castries |
| 21 czerwca 2014 | Relacja     |         |                           | Mindoo Phillip Park, Castries |

## Baraże
| 20 września | Curaçao | 0 - 29 | Barbados | Blue Bay Curacao Golf and Beach Resort, Sint Michiel |
| 20 września | Relacja |        |          | Blue Bay Curacao Golf and Beach Resort, Sint Michiel |

|  | Meksyk | nie odbył się | Bermudy | Meksyk |
|  |        |               |         | Meksyk |